# Mattias Van de Vijver
Mattias Van de Vijver (1986) is een Vlaams acteur. Hij speelde van 2005 tot 2008 en in 2012 de rol van Kasper Kozinski in de populaire televisieserie Thuis op Eén.

## Biografie
Verder is hij actief lid van de KSA in Boechout en speelt hij trompet en trombone. In 2008 verliet hij de serie Thuis en ging studeren aan de hogeschool in Maastricht. In juli 2011 studeerde hij af en sinds april 2012 was hij weer te zien in de televisieserie Thuis. Mattias verliet de reeks opnieuw op 4 oktober 2012. Mattias Van de Vijver speelde ook mee in Steracteur Sterartiest op Eén. Hij speelde ook mee in de kerstfilm Christmas In Paris, aan de zijde van Gaston Berghmans en Chris Lomme, die rond 17 december 2008 in de zalen kwam.
Hij deed verder ook mee in de film Marina in de rol van Renaat. Van de Vijver speelde ook een rolletje in Penoza en was eveneens te zien als Jo Vandencasteele in de televisieserie Flikken Maastricht. Hij speelde in 2018/2019 Hamlet in Hamlet de familievøørstelling van Theater Rotterdam. In 2021/2022 speelde hij In de rol van Christopher de hoofdrol in de voorstelling Het wonderbaarlijke voorval met de hond in de nacht van Het Nationale Theater.

## Privé
Begin april 2009 raakte hij ernstig gewond bij een ongeval bij het snowboarden.

## Prijzen
2017 - ShortCutz Amsterdam Annual Award, Beste Acteur voor GILLES